# Contado di Bormio
Il Contado di Bormio fu una compagine territoriale di origine medievale che costituì poi per secoli una dipendenza dei Grigioni.

## Storia
La remota posizione di Bormio aveva favorito la persistenza della struttura plebanea per affrontare il difficile soddisfacimento delle esigenze della popolazione, e talvolta si rese necessaria una forma più monarchica nominando un conte. Quando il Ducato di Milano affermò la sua autorità sulla zona, il termine di contado rimase in uso, e dopo la conquista svizzera del 1512 divenne un territorio dipendente dai Grigioni, che tuttavia rispettarono le autonomie locali, pur sottomettendole al loro podestà.
Le strutture comunali si integrarono qui nella contea, e i villaggi subalterni rimasero al rango di vicinie come collegi elettorali del consiglio generale.
Il contado fu sciolto nel 1797 quando Napoleone forzò la sua annessione alla Repubblica Cisalpina riducendolo a un normale comune di 5.302 abitanti. Solo vent’anni dopo gli austriaci istituirono nella zona i comuni attuali.